# Pete Rodriguez
Pete Rodríguez (Bronx, 16 de abril de 1932-Nueva York, 11 de marzo de 2024) fue un músico estadounidense de padres puertorriqueños. Fue director de la orquesta de boogaloo Pete Rodríguez y su Conjunto a mediados de los años 1960.

## Vida
Su mayor éxito fue el sencillo Micaela, uno de los himnos para los latinoamericanos caribeños, y una de las mejores canciones de boogaloo. También es famoso por sus éxitos I Like it Like That, Oye Mira, Right On!, entre otros. Su canción I Like It Like That de 1967, apareció en la banda sonora del videojuego Grand Theft Auto: Vice City Stories, luego fue sampleada en la canción I Like It de 2018.
El 11 de marzo de 2024, la cuenta oficial de Instagram de Fania Records, comunicó al público el fallecimiento de Pete